# 中瀬村 (埼玉県)
中瀬村（なかぜむら）は埼玉県の北西部、大里郡に属していた村。当初は榛沢郡所属だった。

## 地理
- 河川：利根川

## 歴史
- 1889年（明治22年）4月1日 町村制施行により、以前の中瀬村を継承し榛沢郡中瀬村が成立する。
- 1896年（明治29年）3月29日 榛沢郡が大里郡、幡羅郡、男衾郡と統合し大里郡となる。
- 1954年（昭和29年）11月3日 （新会村、八基村が合併し豊里村を新設する。）
- 1955年（昭和30年）1月1日 豊里村と合併し豊里村を新設する。
- 1973年（昭和48年）4月1日 豊里村が（旧）深谷市へ編入される。
- 2006年（平成18年）1月1日 深谷市が岡部町、花園町、川本町と合併し（新）深谷市を新設する。